# 過眠症
過眠症（かみんしょう、英:hypersomnia）とは、睡眠が多いがそれでも眠いという状態であり、そのことが著しい苦痛あるいは機能の障害をもたらしている睡眠障害である。持続しているものであり、当人が正常な生活を保つために必要な睡眠時間を確保できない睡眠不足とは異なる。DSM-5『DSM第5版』では、過眠障害（かみんしょうがい、英:Hypersomnolence Disorder）である。
『精神障害の診断と統計マニュアル』第4版（DSM-IV）における原発性過眠症は、『睡眠障害国際分類』（ICSD）の特発性過眠症に対応する。これは一次性の過眠症であり、身体、精神、薬物の影響がみられない。対して、二次性過眠症とはそうした影響が原因となっている。
身体では、甲状腺機能亢進症や脳腫瘍などの身体疾患も原因となる。精神では、不眠症や概日リズム睡眠障害の症状であるかもしれない。睡眠薬の消費が多く作用が日中に持ち越されていれば、薬物誘発性の過眠症である。あるいは、カフェインや精神刺激薬をやめたことによる離脱もそうである。過眠を伴う主な睡眠障害にナルコレプシー、睡眠時無呼吸症候群、反復性過眠症（周期性傾眠症）、むずむず脚症候群、周期性四肢運動障害などがあげられる。
治療法については、「過眠症#治療」を参照。

## 症状
アメリカ国立神経疾患脳卒中研究所（NINDS）のWebサイトには、 以下のように記述されている。
過眠症は日中の過度の眠気、または長時間の夜間睡眠が繰り返されることによって特徴付けられる。夜間に眠れなくて疲れてしまうのと異なり、過眠症の患者は日中の眠るべきではない場面、仕事中、食事中、会話中などに何度もの居眠りを強いられる。これらの日中の居眠りは通常、症状を和らげない。患者はしばしば長時間の睡眠から起きるのがつらく、ぼんやりしてしまうこともある。他の症状としては、不安、いらだち、活力の欠乏、落ち着かない気分、思考の遅延、発声の遅延、食欲減退、幻覚、そして記憶障害などがある。患者によっては、家庭や社会、仕事などにおいての能力が欠落する。典型的には、過眠症は青年期または若い成人の段階で発見される。
長時間睡眠を伴うと考える方が大勢いるが、長時間睡眠を伴う過眠症はむしろ長時間睡眠を伴わない過眠症に比べ圧倒的な少数派であり、一般的なナルコレプシーの患者の一日の平均睡眠時間は平均的かむしろ短い方である。ナルコレプシーの場合、昼間に何度も眠気に襲われることが診断基準であり、長時間睡眠を伴うことが診断基準ではない。
過眠症は発症から適切な治療が受けられるまで平均15年以上かかってしまう病気であり、今までメディアで報道されてきたような、作業中にも突然倒れて寝込んでしまったりすることはとてつもなく稀であり、平均的な過眠症の症状は明らかな異常と見えるレベルではなく、怠けややる気がないと思われてしまう程度が普通である。

## 診断
一日10時間以上の睡眠を最低2週間常に取っているが、日中に何度も居眠りをしてしまう場合に過眠症と診断される。
DSM-5の診断基準は、少なくとも3ヶ月間、週に少なくとも3回の症状が持続し、それが著しい苦痛や機能の障害をもたらしており、他の精神障害や、医学的疾患、薬物の影響ではないことを要求している。

### 鑑別診断
睡眠不足は過眠症ではない。長時間睡眠者は、著しい苦痛や機能の障害を呈さない。女性は男性より睡眠時間が長い傾向にある。
甲状腺機能亢進症や脳腫瘍などの身体疾患は原因となりうる。
カフェインの離脱症状など精神刺激薬の離脱。バルビツールやベンゾジアゼピンの慢性使用は、耐性を生じ不眠に陥るため服用量が増え、そのために昼間に眠気が生じてくる。
眠れないというのは、不眠症や概日リズム睡眠障害の可能性もあり、そのため日中に眠い。

## 治療

### 薬物療法
治療は対症療法であり、アンフェタミン、メチルフェニデート、モダフィニルなどの中枢神経刺激薬が処方されるケースや、クロニジン、レボドパ、ブロモクリプチン、抗うつ薬、モノアミン酸化酵素阻害薬が処方されるケースがある。しかしこれは診療ガイドラインではないため、有効性を精査したものではない。

### 非薬物療法
過眠症状は怠けによるものではなく、本人にとって必要な睡眠時間の不足により引き起こされることが多い。そのため、夜間睡眠をより多く確保したり、計画的昼寝の時間を確保したりできるよう、睡眠時間を増やすための取り組みをサポートする。実際に、夜間の仕事や深夜の活動を避け、睡眠時間をより多く確保する等の行動改善は、症状をいくらか軽減させる（「睡眠衛生」も参照）。なお、就寝前には、アルコールとカフェインは控えるとよいとされる。
二次性の過眠症の場合は、先にその基礎疾患の治療が優先される。また、アルコールや薬剤等により過眠症状が表れている場合には、それらの減量などの調整が行われる。

## 原因
- 遺伝性素因が一因と考えられている。

一次性の過眠症は以下のような、二次性の過眠症の原因がないものである。
- 医薬品では、うつ病、不安障害、双極性障害に処方された向精神薬の副作用や離脱
- 薬物やアルコールの乱用でも引き起こされる。
- 脳障害や、非定型うつ病、尿毒症、線維筋痛症などにより引き起こされる。
- 体重過多の人は過眠症になりやすい。エネルギー消費を妨げられ、減量がさらに難しくなる。

- 伝染性単核球症では、この種の感染直後からの過眠症患者の事例が見つかっている。
- 子供のインフルエンザによっても起こることがある。

- ナルコレプシー、睡眠時無呼吸症候群、むずむず脚症候群、周期性四肢運動障害（英語版）などの他の睡眠障害の症状であることがある。

## 予後
NINDSのWebサイトによると、予後は障害の要因によって異なるとされる。また障害そのものは生命に関わるものではないが、運転事故など、深刻な結果となることがある。通常、このような症状は期限なく続く。

## 過眠症に対する誤解
過眠症は「数か月間寝たまま起きてこない人」「作業中でも突然失神して倒れて寝だす人」という認識をしている人が数多くいる。
日本過眠症患者協会によると、そのような症状は専門医により確定診断を受けた過眠症患者の中で100人に一人も存在しない極めて稀で特異な症状であり、一般的平均的な症状の過眠症患者はある程度眠気を自分の意思でコントロールできるのが普通である。
極めて特殊な例に当てはまらない平均的な過眠症の症状で悩んでいる患者たちが日本過眠症患者協会にて偏見防止啓発運動を行っている。

## その他
- 1929年（昭和4年） - 広島県竹原にて眠り病が多数発生したことが記録されている[8]。